# Cell Block 99 - Nessuno può fermarmi
Cell Block 99 - Nessuno può fermarmi (Brawl in Cell Block 99) è un film del 2017 scritto e diretto da S. Craig Zahler, che ne ha anche composto la colonna sonora.
Fanno parte del cast principale Vince Vaughn, Jennifer Carpenter, Don Johnson e Udo Kier.

## Trama
L'ex pugile ed ex corriere della droga Bradley Thomas viene licenziato dal suo lavoro in un'officina di riparazioni auto. Quando torna a casa nota un succhiotto su sua moglie Lauren, che ammette una relazione extraconiugale. Bradley le ordina di entrare in casa e, in un accesso d'ira, le smantella a mani nude l'automobile, rivelando una forza quasi sovrumana. Dopo una discussione con Lauren, le promette una vita migliore, la perdona e torna al traffico di droga.
Diciotto mesi dopo, Bradley ha ripreso il lavoro da corriere della droga e Lauren è incinta; vivono insieme in una bella casa e sembrano avere risolto la loro crisi coniugale. Il capo di Bradley, Gil, considerandolo la sua miglior risorsa, lo presenta al trafficante messicano Eleazar, un nuovo socio in affari, affidandogli il compito di ritirare un grosso carico di metanfetamine. Bradley diffida di uno degli scagnozzi di Eleazar, Roman, considerandolo consumatore di droga, ma accetta il lavoro quando Gil gli offre tre mesi di congedo di paternità: in tal modo l'ex pugile potrebbe assistere al parto di Lauren, previsto novantotto giorni dopo. Bradley e gli uomini di Eleazar recuperano la droga, ma la polizia li stava aspettando. Inizia dunque un conflitto a fuoco: Bradley ordina agli uomini di Eleazar di abbandonare la droga ma questi lo ignorano e l'ex pugile, dopo aver resistito alla tentazione di scappare, decide allora di schierarsi con la polizia. Uno degli scagnozzi viene colpito a morte dalla polizia mentre Roman rimane ferito gravemente. Bradley viene quindi arrestato, processato e, non volendo fornire nomi, viene condannato a sette anni in un carcere di media sicurezza.
La notte stessa sua moglie Lauren viene rapita da uomini agli ordini di Eleazar. In prigione Bradley riceve la visita di un socio del messicano che, molto placidamente, gli ordina di uccidere Christopher Bridge, un detenuto nel famigerato carcere di Redleaf. Se non obbedirà, un medico coreano smembrerà il feto che sua moglie porta in grembo e gli arti gli saranno spediti in carcere. Non avendo alternative, Bradley aggredisce le guardie e le massacra di botte ottenendo così di essere trasferito nella prigione di massima sicurezza.
Qui Bradley incontra l'autoritario direttore Warden Tuggs, che gestisce il fatiscente carcere con grande crudeltà e spedisce il nuovo detenuto in una cella fatiscente e sudicia. Bradley non trova tracce di Bridge ma viene a sapere del Blocco 99, riservato ai criminali più disprezzati come pedofili e stupratori, una specie di "carcere nel carcere", e, ipotizzando che il suo obiettivo sia lì, vi si fa deportare picchiando senza pietà latinos e guardie. Costretto a indossare una cintura stordente, viene torturato giorno e notte con potenti scariche elettriche. Bradley parla poi con un uomo in una cella adiacente, che lo informa che Christopher Bridge non esiste affatto.
Durante la notte Wilson, una delle guardie, conduce un confuso Bradley in un'altra cella all'interno del Blocco 99, e qui il detenuto ritrova Eleazar e la sua banda, incluso Roman. In realtà, il piano escogitato dal messicano prevedeva di avere Bradley nel suo carcere per potersi vendicare del tradimento, a causa del quale era stato arrestato. Il loro progetto è torturare e uccidere l'ex pugile con la complicità di alcune guardie corrotte. Bradley viene picchiato e riportato nella sua cella, ma si riprende e riesce a neutralizzare la cintura elettrica con la gomma delle scarpe. Quando Wilson torna a prenderlo per portarlo nuovamente da Eleazar e tenta di stordirlo con l'elettricità, Bradley uccide la guardia e si impossessa delle chiavi della cella del messicano, dove si introduce e massacra selvaggiamente tutta la banda, risparmiando il solo Eleazar affinché chiami col cellulare il suo tranquillo socio e liberi Lauren. Il messicano all'inizio rifiuta sbeffeggiandolo e dando il via all'operazione, ma Bradley gli spezza una gamba e il narcotrafficante fa presto a cambiare idea. 
Il placido individuo e l'abortista coreano obbediscono a Eleazar e portano Lauren, ancora illesa, a casa di Gil. Mentre si allontanano, la moglie e il capo di Bradley recuperano un fucile nascosto tra le foglie e uccidono, uno a testa, i due aguzzini. Gil telefona quindi a Bradley per informarlo che la sua famiglia è finalmente al sicuro, e gli passa sua moglie. L'uomo parla teneramente d'amore con Lauren e con la loro bambina non ancora nata, promettendo loro una vita felice. Infine, decapita a calci Eleazar nella sua cella e si consegna alle guardie. Insieme a loro c'è Tuggs, che spara due colpi a Bradley uccidendolo.

## Colonna sonora
Testi e musiche di Jeff Herriott e S. Craig Zahler.
1. Butch Tavares – Give Her A Ride – 4:20
2. Butch Tavares – The Letter That Won't Ever Be Sent – 3:22
3. Butch Tavares – You Are Yesterday – 4:18
4. Adi Armour – Trumpets Of Heaven – 5:12
5. Adi Armour – This Lovely Park – 4:38
6. The O'Jays – God Bless My Mama (feat. Eddie Levert e Walter Williams) – 4:38
7. The O'Jays – Buddy's Business (feat. Eddie Levert e Walter Williams) – 4:47

Durata totale: 31:15

## Distribuzione
Il film è stato presentato in anteprima il 2 settembre 2017 alla 74ª Mostra internazionale d'arte cinematografica di Venezia, fuori concorso. Ha avuto una distribuzione limitata nelle sale cinematografiche statunitensi a partire dal 6 ottobre 2017 da parte di RLJE Films, per poi essere reso disponibile in VOD dal 13 ottobre.
In Italia, il film è stato distribuito direct to video il 18 aprile 2018 da Universal Pictures Home Entertainment.

## Accoglienza

### Incassi
Il film ha incassato 7 000 dollari negli Stati Uniti e 64mila nel resto del mondo.

### Critica
Sull'aggregatore di recensioni online Rotten Tomatoes, il film ha una percentuale di gradimento da parte della critica del 91%, basata su 90 recensioni, con una media del 7,6. Su Metacritic, il film detiene una media ponderata di 79 su 100, basato su 21 recensioni da parte della critica, ad indicare «giudizi tendenzialmente favorevoli».
Richard Roeper del Chicago Sun-Times gli ha assegnato 3 stelle e mezzo su 4, definendo l'interpretazione di Vaughn «tra le migliori cose che abbia mai fatto». Per Jeannette Catsoulis del New York Times, il film «supera la semplice exploitation da film carcerario, nonostante un titolo da grindhouse puro. [...] questo thriller dal ritmo meticoloso rivela una forza d'intenti che rende impossibile sminuirlo a spazzatura ottimamente realizzata», lodando anch'essa l'interpretazione di Vaughn.
Il film è stato inserito tra i migliori del 2017 dai critici di Newsweek e del Los Angeles Times. Inoltre, è stato proiettato nel novembre dello stesso anno al Museum of Modern Art di New York, venendo poi incluso nella collezione permanente del museo.

## Riconoscimenti
- 2017 - Toronto International Film Festival[16]
  - Candidatura per il premio del pubblico (Midnight Madness)
- 2018 - Saturn Awards[17]
  - Candidatura per il miglior film thriller
  - Candidatura per il miglior attore a Vince Vaughn